# Церици
Церици су насељено мјесто на подручју града Бање Луке, Република Српска, БиХ. Ово насељено мјесто припада мјесној заједници Пријаковци.

## Становништво
|             | 2013.       | 1991.        | 1981.        | 1971.        |
| Укупно      | 16 (100,0%) | 169 (100,0%) | 212 (100,0%) | 541 (100,0%) |
| Срби        | 13 (81,25%) | 3 (1,775%)   | 12 (5,660%)  | 37 (6,839%)  |
| Хрвати      | 3 (18,75%)  | 161 (95,27%) | 182 (85,85%) | 497 (91,87%) |
| Остали      | –           | 4 (2,367%)   | 3 (1,415%)   | 6 (1,109%)   |
| Југословени | –           | 1 (0,592%)   | 15 (7,075%)  | –            |
| Бошњаци     | –           | –            | –            | 1 (0,185%)1  |

1. 1 На пописима од 1971. до 1991. Бошњаци су пописивани углавном као Муслимани.

| Демографија | Демографија | Демографија |
| Година      | Становника  | Становника  |
| ----------- | ----------- | ----------- |
| 1961.       | 411         |             |
| 1971.       | 541         |             |
| 1981.       | 212         |             |
| 1991.       | 166         |             |